# J-Street
J-Street es un grupo de presión (un lobby) y una asociación sin ánimo de lucro (estatuto 501c). Fue fundada en abril de 2008 y su sede es en Estados Unidos. J-Street propone una firme implicación norteamericana para poner fin al conflicto entre israelíes y palestinos, de una manera diplomática y pacífica. Defiende un cambio en la política americana en Oriente Medio (privilegiando las soluciones diplomáticas por encima de las soluciones militares, a la vez que defiende un acuerdo pacífico con Irán, y promueve una aproximación a la resolución del conflicto, de una manera multilateral, no unilateral, así como el diálogo en lugar del enfrentamiento. Se autodefine como el brazo político del movimiento a favor de la paz entre Israel y Palestina.

## J Street U
J Street U es la sección estudiantil de J Street en los campus universitarios, la organización trabaja para hallar una solución de dos estados. En marzo de 2015, J Street U se organizaba en casi 60 campus en los Estados Unidos. La organización fue fundada en 2009. En 2015, J Street U eligió a Amna Farooqi, estudiante de la Universidad de Maryland, como presidenta, fue la primera vez que un grupo proisraelí principalmente judío en los Estados Unidos, eligió a una persona musulmana no judía como su líder.